# Índice de Burgdöfer
El índice de Burgdöfer es una representación gráfica empleada en demografía para el estudio de poblaciones. Este índice compara los porcentajes de población en el grupo de población entre los 5 y los 14 años con el de los mayores de 45 y menores de 64 años. Cuando el primer grupo es más numeroso (porcentualmente mayor) la población se considera joven; cuando ambos grupos son aproximadamente iguales se habla de una población madura y si el grupo de 5 a 14 es menor, se considera que se trata de una población envejecida. La representacíón gráfica suele hacerse mediante dos rectángulos proporcionales a ambos grupos, semejante a una pirámide de población, pero solo con esos dos tramos de edad. Esto simplifica el estudio de grandes bases de datos poblacionales.